# Fontenai-les-Louvets
Fontenai-les-Louvets foi uma comuna francesa na região administrativa da Normandia, no departamento Orne. Estendia-se por uma área de 18,18 km². Em 2010 a comuna tinha 248 habitantes (densidade: 13,6 hab./km²).
Em 1 de janeiro de 2019, passou a formar parte da nova comuna de L'Orée-d'Écouves.